# 巨勢斐太島村
巨勢斐太 島村（こせのひだ の しまむら、生没年不詳）は、奈良時代の貴族。氏は巨勢斐多・巨勢とも記される、姓は朝臣。官位は従五位下・刑部少輔。

## 出自
巨勢楲田（巨勢斐太・巨勢斐多）氏は巨勢氏（巨勢臣）の一族とする皇別氏族。皇極朝において巨勢荒人が長楲（長樋）を造って灌漑を行ったことにより、楲田姓の賜姓を受けたとされるが、実際には楲田は大和国高市郡飛騨庄（現在の奈良県橿原市鴨公）の地名に由来すると考えられる。

## 経歴
天平9年（737年）藤原四兄弟が相次いで没した後の新体制構築の叙位にて外従五位下に昇叙される。
のち左京亮を務め、天平16年（744年）前年より行われていた聖武天皇の難波宮行幸に際して、治部大輔・紀清人とともに平城京の留守役を務める。同年9月に南海道巡察使に任じられた。天平17年（745年）外従五位上に昇叙され、翌天平18年（746年）従五位下（内位）・刑部少輔に叙任されている。
『万葉集』に、色の黒い大柄の巨勢島村の子息（名前は不明）を見る度に、色が黒くて小柄の巨勢豊人を思い出す、と土師水通が詠んだ和歌作品が残っている。

## 官歴
注記のないものは『続日本紀』による。
- 時期不詳：正六位下
- 天平9年（737年） 9月28日：外従五位下
- 時期不詳：左京亮
- 天平16年（744年） 2月2日：平城京留守。9月15日：南海道巡察使
- 天平17年（745年） 正月7日：外従五位上
- 天平18年（746年） 5月7日：従五位下（内位）。9月20日：刑部少輔